# Cravant-les-Côteaux
Cravant-les-Côteaux is een gemeente in het Franse departement Indre-et-Loire (regio Centre-Val de Loire) en telt 751 inwoners (1999). De plaats maakt deel uit van het arrondissement Chinon.

## Geografie
De oppervlakte van Cravant-les-Côteaux bedraagt 37,4 km², de bevolkingsdichtheid is 20,1 inwoners per km².
De onderstaande kaart toont de ligging van Cravant-les-Côteaux met de belangrijkste infrastructuur en aangrenzende gemeenten.

## Demografie
Onderstaande figuur toont het verloop van het inwonertal (bron: INSEE-tellingen).